# 고양이 집사
《고양이 집사》는 2020년 개봉한 대한민국의 다큐멘터리 영화이다.

## 출연
- 임수정 : 레니 역 (목소리)

## 수상목록
- 제45회 서울독립영화제 (2019년) 특별초청 - 장편
- 제17회 서울환경영화제 (2020년) 공존의 낙원